# Калашников, Владимир Ильич
Владимир Ильич Калашников  (16 октября 1929 года, г. Прикумск Ставропольского края — 6 сентября 2008 года, п. Жаворонки Московской области) — советский партийный, государственный деятель, Министр мелиорации и водного хозяйства РСФСР (1982—84 гг.), первый секретарь Волгоградского обкома КПСС (1984-90 гг.).

## Биография
Окончил Ставропольский сельскохозяйственный институт.
В 1950—1961 гг. — на хозяйственной работе в Ставропольском крае.
С 1961 г. — на партийной работе.
В 1975—1982 гг. — секретарь Ставропольского крайкома КПСС,
в 1982—1984 гг. — министр мелиорации и водного хозяйства РСФСР,
в 1984—1990 гг. — первый секретарь Волгоградского обкома КПСС.
Член ЦК КПСС в 1986—1990 гг. Член КПСС с 1954 г.
Депутат Совета Союза Верховного Совета СССР 11 созыва (1984—1989) от Волгоградской области.
Народный депутат СССР (1989—1991).
С 1990 года на пенсии.
В 2008 году в возрасте 78 лет попал под электричку. Согласно завещанию, Владимира Ильича похоронен в городе Ставрополе, рядом с могилой его матери.

## Государственные награды
Награждён орденом Октябрьской Революции, 2 орденами Трудового Красного Знамени, 2 орденами «Знак Почёта», юбилейной медалью «За доблестный труд».

## Общественное признание
Почетный гражданин Волгоградской области